# Lithognathus
Lithognathus là một chi cá trong Họ Cá tráp (Sparidae). Các loài thuộc chi này phân bố tại vùng Nam châu Phi, Nam Phi, Namibia, Angola), nhưng một loài trong chi này là L. mormyrus lại được tìm thấy ở Địa Trung Hải, Biển Đen và Vinh Biscay và nhiều loài khác thì lại được tìm thấy ở Đông Đại Tây Dương. Kích cỡ của các loài trong chi dao động từ 26 và 200 cm (10 và 79 in). Chi này gồm có các loài sau:

## Các loài
- Lithognathus aureti
- Lithognathus lithognathus
- Lithognathus mormyrus
- Lithognathus olivieri